# 2009年南投地震
2009年南投地震，發生在2009年11月5日UTC09時32分（台灣時間17時32分），全台數人受傷。

## 最大震度
- 震度7級地區：南投名間
- 震度5級地區：南投市、雲林古坑、斗六市、彰化員林、彰化市
- 震度4級地區：台中市、台中大肚、嘉義市、花蓮光復、台南佳里、花蓮市、澎湖馬公

## 餘震
同日（台灣時間17時32分）19時34分又發生5.7的餘震，震中即在南投名間地震站南偏東方13.6公里。

## 影響情況
- 台中：慈明高中的1名學生，被震落的天花板砸到頭部，但僅受輕傷。
- 南投：有多處民宅龜裂。
- 中部許多地方，都傳出有落石或掉落物砸中路邊汽車的消息，所幸都沒有人員傷亡。